# Moggridgea rupicoloides
Moggridgea rupicoloides är en spindelart som beskrevs av Hewitt 1914. Moggridgea rupicoloides ingår i släktet Moggridgea och familjen Migidae. Inga underarter finns listade i Catalogue of Life.